# List Efezským

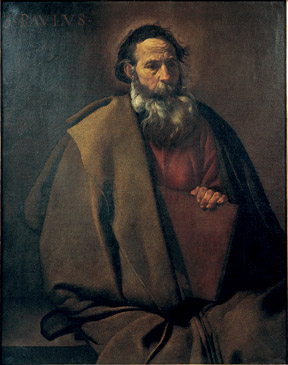
D. Velázquez: Sv. Pavel, 1619

List Efezským (zkratka Ef) je součást Nového zákona, jeden z listů, připisovaných apoštolu Pavlovi. Byl napsán řecky, a to podle tradice asi roku 63 ve vězení v Římě, současně s listy Koloským (s nímž vykazuje mnoho podobností) a Filemonovi. Někteří autoři však jej pokládají za pozdější spis některého z Pavlových žáků. Kolem roku 150 jej cituje Markiónův kánon jako církví uznanou knihu, ovšem pod názvem „Laodikejským“.
Po úvodním pozdravu list začíná dlouhou básní, chválou Krista a jeho evangelia (Ef 1,3-14) a následují i další veršované úseky (Ef 1, 20-23; Ef 2,4-7; Ef 2,14-18). Hlavní část listu je pak věnována výkladu Kristovy oběti, která zakládá mír mezi lidmi. Křesťan ale musí podle toho také žít v lásce, mírnosti, čistotě a pokoře. Musí odolávat pokušením, protože jen tak dosáhne spásy.
Pavel navštívil Efez několikrát, založil tam křesťanskou obec (Sk 18,19-21) a strávil tam několik let (1K 16,9; Sk 20,20). Nicméně s určením tohoto listu je několik problémů:
- V nejstarších rukopisech chybí v prvním verši slova „v Efesu“.
- List neoslovuje nikoho z efezských křesťanů a nepřipomíná nic, co Pavel v Efesu prožil.
- Styl listu je spíše obecným shrnutím křesťanské nauky o církvi a o občanském životě.
- List vybízí křesťany, aby se snažili působit svým příkladem vzorného života. To odpovídá spíše pozdější situaci, kdy už křesťané nečekali brzký příchod Kristův.

## Citáty
| „            | Kristus svou obětí odstranil zákon ustanovení a předpisů, aby z těch dvou, z žida i pohana, stvořil jednoho nového člověka a tak nastolil mír. Oba dva usmířil s Bohem v jednom těle, na kříži usmrtil jejich nepřátelství. Přišel a zvěstoval mír, mír vám, kteří jste dalecí, i těm, kteří jsou blízcí. | “ |
| — Ef 2,14-18 | |   |

| „            | Nenechte nad svým hněvem zapadnout slunce a nedopřejte místa ďáblu. Kdo kradl, ať už nekrade, ale raději přiloží ruce k pořádné práci, aby se měl o co rozdělit s potřebnými. | “ |
| — Ef 4,26-28 | |   |

| „            | Dávejte si dobrý pozor na to, jak žijete, abyste si nepočínali jako nemoudří, ale jako moudří; nepromarněte tento čas, neboť nastaly dny zlé. | “ |
| — Ef 5,15-16 | |   |